# Frans-Guyaanse voetbalbond
De Ligue de Football de la Guyane of Frans-Guyaanse voetbalbond (LFG) is de voetbalbond van Frans-Guyana. De voetbalbond werd opgericht in 1962 en is sinds 2013 lid van de CONCACAF. De bond is geen lid van de FIFA.
De voetbalbond is verantwoordelijk voor het Frans-Guyaans voetbalelftal en de nationale voetbalcompetitie voor mannen, de Frans-Guyana Division d'Honneur.

## President
De huidige president (december 2018) is Jean Claude Labrador.